# Хашими (азербайджанский поэт)
Хашими (азерб. Haşimi; ум. 1512, Трабзон, Османская империя) — азербайджанский поэт XV—XVI веков.

## Биография
В начале XVI века Хашими переехал из Азербайджана в город Трабзон в Османской империи и начинает службу при дворе султана Селима I. Вскоре он становится пангеристом и постоянным собеседником султана. Он был знаменит среди поэтов-современников благодаря своему творчеству и таланту. Скончался в 1512 году в городе Трабзон.